# Xadi al-Waisi
Xadi al-Waisi   (governació d'Alep, 1985) fou el ministre de justícia en el Govern de transició sirià des de desembre de 2024.

## Biografia
Al-Waisi és llicenciat en xaria islàmica i té un diploma en qualificació educativa. Va participar en l'establiment de l'autoritat de xaria a Dahert Awwad (un barri d'Alep) i va exercir de jutge. Més tard, es va unir al quadre fundacional de l'Autoritat Quadripartita de la Xaria a Alep on va ocupar càrrecs de jutge de delictes militars, jutge d'apel·lacions i fiscal general.
Al-Waisi també va fundar i va presidir el Projecte de Circuit Judicial i va establir institucions judicials clau, incloent la Cort de Salqin, la Cort de Hraytan, i la Cort del desert del nord. A més d'aquests papers, ha estat el cap del Tribunal de Delictes Civils i del Tribunal d'Apel·lacions Criminals sota el Govern de salvació sirià. També és membre del Consell Judicial Suprem.
El 2024, al-Waisi va començar a servir com a ministre de Justícia en el Govern de transició sirià sota el primer ministre Mohammed al-Bashir després de la caiguda del règim d'Assad i la decisió que els ministres del govern de salvació serviran en els mateixos papers en el govern de transició fins al març de lany següent.